# Luis Medina Cantalejo
Luis Medina Cantalejo, född 1 mars 1964 är en spansk fotbollsdomare som bland annat dömt i Världsmästerskapet i fotboll 2006.
Matcher i VM 2006 som huvuddomare:
- Tyskland - Polen (gruppspel)
- Nederländerna - Argentina (gruppspel)
- Italien - Australien (åttondelsfinal) - Fakta om matchen
- Brasilien - Frankrike (kvartsfinal) - Fakta om matchen